# Leptacinus pusillus
Leptacinus pusillus es una especie de escarabajo del género Leptacinus, familia Staphylinidae. Fue descrita científicamente por Stephens en 1833.
Se distribuye por Reino Unido, Suecia, Noruega, Portugal, Finlandia, Austria, Países Bajos, Alemania, Francia, Estonia, Italia, Estados Unidos, Canadá, Rusia, Afganistán, Bélgica, Dinamarca y la Isla de Man. La especie se mantiene activa durante todos los meses del año.